# Мехссату, Найель
Найель Райан Мехссату Сепульведа (нидерл. Nayel Rayan Mehssatou Sepúlveda; род. 8 августа 2002, Брюссель) — бельгийский и чилийский футболист, правый защитник клуба «Стандард» и национальной сборной Чили. Также имеет гражданство Марокко.

## Карьера
Футбольную карьеру начал в клубе «Тоекомст Рилиджим». Затем перебрался в академию «Андерлехта», в которой пробыл на протяжении 13 лет. В декабре 2019 года футболист подписал свой первый профессиональный контракт с клубом. В январе 2022 года перешёл в «Кортрейк», подписав контракт с клубом на 3.5 года. Дебютировал за клуб 5 марта 2022 года в матче против «Юниона». Затем закрепился в основной команде клуба, проведя ещё 4 заключительных матча чемпионата, где в последних 2 матчах отличился по результативной передаче.
Начал свой новый полноценный сезон в клубе 23 июля 2022 года в матче против клуба «Ауд-Хеверле Лёвен», заработав своё первое предупреждение. Первоначально был игроком стартового состава, однако затем с октября 2022 года стал оставаться на скамейке запасных, выходя на замену лишь в концовках некоторых матчей. Позже футболист снова смог закрепиться в основной команде клуба, до конца сезона став игроком стартового состава. Вместе с клубом закончил чемпионат на 14 итоговом месте, результативными действиями не отличившись.
Новый сезон футболист начал с матча против клуба «Гент», выйдя на поле в стартовом составе.

## Международная карьера
Юношескую международную карьеру футболист начал в 2019 году выступая за сборные Чили до 17 лет и Бельгии до 18 лет.
В июне 2022 года футболист получил вызов в национальную сборную Чили для участия в Кубке Кирин. Дебютировал за сборную 6 июня 2022 года в матче против Южной Кореи. По итогу турнира футболист со сборной занял последнее 4 место.